# Sadko (film)
Sadko (grafiat la acea vreme Sadco, titlul original: în rusă Садко, transliterat: Sadko) este un film de aventuri sovietic, realizat în 1953 de regizorul Aleksandr Ptușko, bazat pe epopeile rusești de pe Onega despre negustorul Sadko din Novgorod. Filmul folosește fragmente din opera cu același nume (1898) de Nikolai Rimski-Korsakov. Muzica este partitura lui Rimski-Korsakov.
Protagoniștii filmului sunt actorii Serghei Stolearov, Alla Larionova, Mihail Troianovski și Nadir Malișevski.

## Rezumat
Această poveste se bazează pe legende spuse în vremurile străvechi în vechiul oraș rusesc Novgorod (capitala Republicii Novgorod). Negustorii din Novgorod sărbătoresc într-un palat frumos din oraș. Un tânăr interpret de gusli pe nume Sadko se laudă că poate aduce o pasăre a fericirii cu glas dulce pe tărâmul lor. Negustorii îl batjocoresc pentru curajul lui și îi spun că promisiunea lui este imposibil de realizat. Totuși, Sadkó pornește într-o călătorie pentru a aduce pasărea fericirii în Novgorod. Ilmen, fiica Regelui Mării îi oferă ajutor: este hipnotizată de cântecul lui Sadkó și este îndrăgostită de el. Sadkó vizitează multe țări în căutarea păsării, inclusiv India, Egipt și alte țări orientale. Sadko nu poate captura pasărea fericirii și se întoarce cu mâinile goale. Dar la întoarcerea la Novgorod, Sadko realizează că nu există pământ mai bun decât patria sa și nu este nevoie să mergi peste mări și țări în căutarea propriei fericiri.

## Distribuție
- Serghei Stolearov – Sadко
- Alla Larionova – Liubova Buslaevna
- Mihail Troianovski – Trifon
- Nadir Malișevski – Vîșata
- Boris Surovțev – Ivașka, băiețelul
- Iuri Leonidov – Kuzma Larionovici
- Ivan Pereverzev – Timofei Larionovici
- Nikolai Kriucikov – Omelian Danilovici
- Serghei Martinson – călugărul
- Mihail Astangov – maharajah
- Lev Fenin – conducătorul varangilor
- Stepan Kaiukov – Regele Mării
- Olga Viklandt – Regina Mării, Vodianitsa
- Ninel Mîșkova – prințesa Ilmen
- Lidia Vertinskaia – pasărea Phoenix
- Vasili Bokariov – Tîsiațki (nemenționat)
- Serghei Kalinin – un boier (nemenționat)
- Emanuil Geller – vizirul (nemenționat)
- Nikolai Hriașcikov – un vareg (nemenționat)
- Lev Iakovlev – voce, toate ariile și cântecele pe care le cântă Sadko

## Producție
Filmul Sadko a fost turnat în anul 1952 și a fost prezentat în Uniunea Sovietică în premieră la 5 ianuarie 1953. A avut parte de mare succes comercial, fiind vizionat de 27,3 milioane de spectatori în cinematografele din Uniunea Sovietică.
Premiera în cinematografele din R.P.R. a avut loc pe 20 februarie 1953 sub titlul Sadco, filmul rulând concomitent în patru cinematografe din capitală: „Patria”, „I. C. Frimu”, „Republica” și cinematograful „București”.
În 1986 a fost lansată în URSS o nouă versiune a filmului în regia lui Gheorghi Șepotinnik, în care filmările au fost restaurate, dar coloana sonoră a fost complet înlocuită și resincronizată.

## Premii
Filmul a câștigat Leul de Argint la Festivalul de Film de la Veneția în 1953.